# 30e Critics Choice Awards
De uitreiking van de 30e Critics Choice Awards vond plaats op 7 februari 2025. Er werden prijzen uitgereikt in verschillende categorieën voor films en series uit het jaar 2024. De ceremonie werd voor de derde keer worden gepresenteerd door Chelsea Handler en voor de eerste keer live worden uitgezonden op E!. De nominaties voor televisie werden op 5 december 2024 bekendgemaakt, de nominaties voor film volgden op 12 december.
De uitreiking stond oorspronkelijk gepland op 12 januari, maar werd twee keer uitgesteld vanwege de branden in Zuid-Californië, eerst naar 26 januari, vervolgens naar 7 februari.

## Film - winnaars en genomineerden
De winnaars staan bovenaan in vet lettertype.

### Beste film
- Anora
  - The Brutalist
  - A Complete Unknown
  - Conclave
  - Dune: Part Two
  - Emilia Pérez
  - Nickel Boys
  - Sing Sing
  - The Substance
  - Wicked

### Beste mannelijke hoofdrol
- Adrien Brody – The Brutalist
  - Timothée Chalamet – A Complete Unknown
  - Daniel Craig – Queer
  - Colman Domingo – Sing Sing
  - Ralph Fiennes – Conclave
  - Hugh Grant – Heretic

### Beste vrouwelijke hoofdrol
- Demi Moore – The Substance
  - Cynthia Erivo – Wicked
  - Karla Sofía Gascón – Emilia Pérez
  - Marianne Jean-Baptiste – Hard Truths
  - Angelina Jolie – Maria
  - Mikey Madison – Anora

### Beste mannelijke bijrol
- Kieran Culkin – A Real Pain
  - Yura Borisov – Anora
  - Clarence Maclin – Sing Sing
  - Edward Norton – A Complete Unknown
  - Guy Pearce – The Brutalist
  - Denzel Washington – Gladiator II

### Beste vrouwelijke bijrol
- Zoe Saldaña – Emilia Pérez
  - Danielle Deadwyler – The Piano Lesson
  - Aunjanue Ellis-Taylor – Nickel Boys
  - Ariana Grande – Wicked
  - Margaret Qualley – The Substance
  - Isabella Rossellini – Conclave

### Beste jonge acteur / actrice
- Maisy Stella – My Old Ass
  - Alyla Browne – Furiosa: A Mad Max Saga
  - Elliott Heffernan – Blitz
  - Izaac Wang – Dìdi
  - Alisha Weir – Abigail
  - Zoe Ziegler – Janet Planet

### Beste acteerensemble
- Conclave
  - Anora
  - Emilia Pérez
  - Saturday Night
  - Sing Sing
  - Wicked

### Beste regisseur
- Jon M. Chu – Wicked
  - Jacques Audiard – Emilia Pérez
  - Sean Baker – Anora
  - Edward Berger – Conclave
  - Brady Corbet – The Brutalist
  - Coralie Fargeat – The Substance
  - RaMell Ross – Nickel Boys
  - Denis Villeneuve – Dune: Part Two

### Beste originele scenario
- Coralie Fargeat – The Substance
  - Sean Baker – Anora
  - Moritz Binder, Tim Fehlbaum en Alex David – September 5
  - Brady Corbet en Mona Fastvold – The Brutalist
  - Jesse Eisenberg – A Real Pain
  - Justin Kuritzkes – Challengers

### Beste bewerkte scenario
- Peter Straughan – Conclave
  - Jacques Audiard – Emilia Pérez
  - Winnie Holzman en Dana Fox – Wicked
  - Greg Kwedar en Clint Bentley – Sing Sing
  - RaMell Ross en Joslyn Barnes – Nickel Boys
  - Denis Villeneuve en Jon Spaihts – Dune: Part Two

### Beste camerawerk
- Jarin Blaschke – Nosferatu
  - Alice Brooks – Wicked
  - Lol Crawley – The Brutalist
  - Stéphane Fontaine – Conclave
  - Greig Fraser – Dune: Part Two
  - Jomo Fray – Nickel Boys

### Beste productieontwerp
- Nathan Crowley en Lee Sandales – Wicked
  - Judy Becker en Patricia Cuccia – The Brutalist
  - Suzie Davies – Conclave
  - Craig Lathrop – Nosferatu
  - Arthur Max, Jille Azis en Elli Griff – Gladiator II
  - Patrice Vermette en Shane Vieau – Dune: Part Two

### Beste montage
- Marco Costa – Challengers
  - Sean Baker – Anora
  - Nick Emerson – Conclave
  - David Jancso – The Brutalist
  - Joe Walker – Dune: Part Two
  - Hansjörg Weißbrich – September 5

### Beste kostuumontwerp
- Paul Tazewell – Wicked
  - Lisy Christl – Conclave
  - Linda Muir – Nosferatu
  - Massimo Cantini Parrini – Maria
  - Jacqueline West – Dune: Part Two
  - Janty Yates en Dave Crossman – Gladiator II

### Beste grime en haarstijl
- Stéphanie Guillon, Frédérique Arguello en Pierre-Olivier Persin – The Substance
  - Christine Blundell, Lesa Warrener en Neal Scanlan – Beetlejuice Beetlejuice
  - Hair and Makeup Team – Dune: Part Two
  - Frances Hannon, Sarah Nuth en Laura Blount – Wicked
  - Traci Loader, Suzanne Stokes-Munton en David White – Nosferatu
  - Mike Marino, Sarah Graalman en Aaron Saucier – A Different Man

### Beste visuele effecten
- Paul Lambert, Stephen James, Rhys Salcombe en Gerd Nefzer – Dune: Part Two
  - Mark Bakowski, Pietro Ponti, Nikki Penny en Neil Corbould – Gladiator II
  - Pablo Helman, Jonathan Fawkner, Paul Corbould en David Shirk – Wicked
  - Luke Millar, David Clayton, Keith Herft en Peter Stubbs – Better Man
  - Bryan Jones, Chervin Shafaghi, Pierre Olivier-Persin en Jean Miel – The Substance
  - Erik Winquist, Stephen Unterfranz, Paul Story en Rodney Burke – Kingdom of the Planet of the Apes

### Beste animatiefilm
- The Wild Robot
  - Flow
  - Inside Out 2
  - Memoir of a Snail
  - Wallace & Gromit: Vengeance Most Fowl

### Beste komedie
- Deadpool & Wolverine
- A Real Pain
  - Hit Man
  - My Old Ass
  - Saturday Night
  - Thelma

### Beste niet-Engelstalige film
- Emilia Pérez
  - All We Imagine as Light
  - Flow
  - I'm Still Here
  - Kneecap
  - The Seed of the Sacred Fig

### Beste nummer
- "El Mal" – Emilia Pérez – Zoe Saldaña, Karla Sofía Gascón en Camille
  - "Beautiful That Way" – The Last Showgirl – Andrew Wyatt, Miley Cyrus en Lykke Li
  - "Compress / Repress" – Challengers – Trent Reznor, Atticus Ross en Luca Guadagnino
  - "Harper and Will Go West" – Will & Harper – Kristen Wiig
  - "Kiss the Sky" – The Wild Robot – Maren Morris
  - "Mi Camino" – Emilia Pérez – Selena Gomez

### Beste filmmuziek
- Trent Reznor en Atticus Ross – Challengers
  - Volker Bertelmann – Conclave
  - Daniel Blumberg – The Brutalist
  - Kris Bowers – The Wild Robot
  - Clément Ducol en Camille – Emilia Pérez
  - Hans Zimmer – Dune: Part Two

### Films met meerdere nominaties
De volgende films ontvingen meerdere nominaties:
| Nominaties | Film               | Awards |
| ---------- | ------------------ | ------ |
| 11         | Conclave           | 2      |
| 11         | Wicked             | 3      |
| 10         | Dune: Part Two     | 1      |
| 10         | Emilia Pérez       | 3      |
| 9          | The Brutalist      | 1      |
| 7          | Anora              | 1      |
| 7          | The Substance      | 3      |
| 5          | Nickel Boys        |        |
| 5          | Sing Sing          |        |
| 4          | Challengers        | 2      |
| 4          | Gladiator II       |        |
| 4          | Nosferatu          | 1      |
| 3          | A Complete Unknown |        |
| 3          | A Real Pain        | 2      |
| 3          | The Wild Robot     | 1      |
| 2          | Flow               |        |
| 2          | Maria              |        |
| 2          | My Old Ass         | 1      |
| 2          | Saturday Night     |        |
| 2          | September 5        |        |

## Televisie - winnaars en genomineerden
De winnaars staan bovenaan in vet lettertype.

### Beste dramaserie
- Shōgun
  - The Day of the Jackal
  - The Diplomat
  - Evil
  - Industry
  - Anne Rice's Interview with the Vampire
  - The Old Man
  - Slow Horses

### Beste mannelijke hoofdrol in een dramaserie
- Hiroyuki Sanada – Shōgun
  - Jeff Bridges – The Old Man
  - Ncuti Gatwa – Doctor Who
  - Eddie Redmayne – The Day of the Jackal
  - Rufus Sewell – The Diplomat
  - Antony Starr – The Boys

### Beste vrouwelijke hoofdrol in een dramaserie
- Kathy Bates – Matlock
  - Caitriona Balfe – Outlander
  - Shanola Hampton – Found
  - Keira Knightley – Black Doves
  - Keri Russell – The Diplomat
  - Anna Sawai – Shōgun

### Beste mannelijke bijrol in een dramaserie
- Tadanobu Asano – Shōgun
  - Michael Emerson – Evil
  - Mark-Paul Gosselaar – Found
  - Takehiro Hira – Shōgun
  - John Lithgow – The Old Man
  - Sam Reid – Anne Rice's Interview with the Vampire

### Beste vrouwelijke bijrol in een dramaserie
- Moeka Hoshi – Shōgun
  - Allison Janney – The Diplomat
  - Nicole Kidman – Lioness
  - Skye P. Marshall – Matlock
  - Anna Sawai – Pachinko
  - Fiona Shaw – Bad Sisters

### Beste komedieserie
- Hacks
  - Abbott Elementary
  - English Teacher
  - Nobody Wants This
  - Only Murders in the Building
  - Somebody Somewhere
  - St. Denis Medical
  - What We Do in the Shadows

### Beste mannelijke hoofdrol in een komedieserie
- Adam Brody – Nobody Wants This
  - Brian Jordan Alvarez – English Teacher
  - David Alan Grier – St. Denis Medical
  - Steve Martin – Only Murders in the Building
  - Kayvan Novak – What We Do in the Shadows
  - Martin Short – Only Murders in the Building

### Beste vrouwelijke hoofdrol in een komedieserie
- Jean Smart – Hacks
  - Kristen Bell – Nobody Wants This
  - Quinta Brunson – Abbott Elementary
  - Natasia Demetriou – What We Do in the Shadows
  - Bridget Everett – Somebody Somewhere
  - Kristen Wiig – Palm Royale

### Beste mannelijke bijrol in een komedieserie
- Michael Urie – Shrinking
  - Paul W. Downs – Hacks
  - Asher Grodman – Ghosts
  - Harvey Guillén – What We Do in the Shadows
  - Brandon Scott Jones – Ghosts
  - Tyler James Williams – Abbott Elementary

### Beste vrouwelijke bijrol in een komedieserie
- Hannah Einbinder – Hacks
  - Liza Colón-Zayas – The Bear
  - Janelle James – Abbott Elementary
  - Stephanie Koenig – English Teacher
  - Patti LuPone – Agatha All Along
  - Annie Potts – Young Sheldon

### Beste miniserie
- Baby Reindeer
  - Disclaimer
  - Masters of the Air
  - Mr Bates vs the Post Office
  - The Penguin
  - Ripley
  - True Detective: Night Country
  - We Were the Lucky Ones

### Beste televisiefilm
- Rebel Ridge
  - The Great Lillian Hall
  - It's What's Inside
  - Música
  - Out of My Mind
  - V/H/S/Beyond

### Beste mannelijke hoofdrol in een miniserie of televisiefilm
- Colin Farrell – The Penguin
  - Richard Gadd – Baby Reindeer
  - Tom Hollander – Feud: Capote vs. The Swans
  - Kevin Kline – Disclaimer
  - Ewan McGregor – A Gentleman in Moscow
  - Andrew Scott – Ripley

### Beste vrouwelijke hoofdrol in een miniserie of televisiefilm
- Cristin Milioti – The Penguin
  - Cate Blanchett – Disclaimer
  - Jodie Foster – True Detective: Night Country
  - Jessica Lange – The Great Lillian Hall
  - Phoebe-Rae Taylor – Out of My Mind
  - Naomi Watts – Feud: Capote vs. The Swans

### Beste mannelijke bijrol in een miniserie of televisiefilm
- Liev Schreiber – The Perfect Couple
  - Robert Downey jr. – The Sympathizer
  - Hugh Grant – The Regime
  - Ron Cephas Jones – Genius: MLK/X
  - Logan Lerman – We Were the Lucky Ones
  - Treat Williams – Feud: Capote vs. The Swans

### Beste vrouwelijke bijrol in een miniserie of televisiefilm
- Jessica Gunning – Baby Reindeer
  - Dakota Fanning – Ripley
  - Leila George – Disclaimer
  - Betty Gilpin – Three Women
  - Deirdre O'Connell – The Penguin
  - Kali Reis – True Detective: Night Country

### Beste niet-Engelstalige serie
- Squid Game
  - Acapulco
  - Citadel: Honey Bunny
  - La Máquina
  - The Law According to Lidia Poët
  - My Brilliant Friend
  - Pachinko
  - Senna

### Beste animatieserie
- X-Men '97
  - Batman: Caped Crusader
  - Bluey
  - Bob's Burgers
  - Invincible
  - The Simpsons

### Beste talkshow
- John Mulaney Presents: Everybody's in L.A.
  - Hot Ones
  - The Daily Show
  - The Graham Norton Show
  - The Kelly Clarkson Show
  - The Late Show with Stephen Colbert

### Beste comedy special
- Ali Wong: Single Lady
  - Jim Gaffigan: The Skinny
  - Kevin James: Irregardless
  - Nikki Glaser: Someday You'll Die
  - Rachel Bloom: Death, Let Me Do My Special
  - Ramy Youssef: More Feelings

### Series met meerdere nominaties
De volgende series ontvingen meerdere nominaties:
| Nominaties | Serie                                  | Awards |
| ---------- | -------------------------------------- | ------ |
| 6          | Shōgun                                 | 4      |
| 4          | Abbott Elementary                      |        |
| 4          | The Diplomat                           |        |
| 4          | Disclaimer                             |        |
| 4          | Hacks                                  | 3      |
| 4          | The Penguin                            | 2      |
| 4          | What We Do in the Shadows              |        |
| 3          | Baby Reindeer                          | 2      |
| 3          | English Teacher                        |        |
| 3          | Feud: Capote vs. The Swans             |        |
| 3          | Nobody Wants This                      | 1      |
| 3          | The Old Man                            |        |
| 3          | Only Murders in the Building           |        |
| 3          | Ripley                                 |        |
| 3          | True Detective: Night Country          |        |
| 2          | The Day of the Jackal                  |        |
| 2          | Evil                                   |        |
| 2          | Found                                  |        |
| 2          | Ghosts                                 |        |
| 2          | The Great Lillian Hall                 |        |
| 2          | Anne Rice's Interview with the Vampire |        |
| 2          | Matlock                                | 1      |
| 2          | Out of My Mind                         |        |
| 2          | Pachinko                               |        |
| 2          | Somebody Somewhere                     |        |
| 2          | St. Denis Medical                      |        |
| 2          | We Were the Lucky Ones                 |        |